# Avon (rzeka w Warwickshire)
Avon (zwana także Warwickshire Avon, Shakespeare's Avon) – rzeka w środkowej części Anglii, przepływająca przez hrabstwa Leicestershire, Northamptonshire, Warwickshire, Worcestershire i Gloucestershire. Całkowita długość rzeki wynosi 136 km. Jej źródło znajduje się na terenie niewielkiej wsi Naseby w Northamptonshire. Uchodzi natomiast do najdłuższej rzeki Wielkiej Brytanii – Severn – w mieście Tewkesbury.
Miasta położone nad Avonem: Rugby, Royal Leamington Spa, Warwick, Stratford-upon-Avon, Evesham, Pershore.
Główne dopływy: Leam, Stour, Sowe, Dene, Arrow, Swift, Alne, Isonbourn, Sherbourne i Swilgate.